# Zygmunt Kaznowski
Zygmunt Kaznowski (ur. 10 maja 1895 w Pilźnie, zm. 7 czerwca 1949 w Londynie) – pułkownik artylerii Wojska Polskiego, działacz niepodległościowy.

## Życiorys
W latach 1913–1914 należał do Drużyny Polowej „Sokoła” w Pilźnie. 8 stycznia 1919 roku został mianowany podporucznikiem, a 28 lutego 1921 roku porucznikiem.
3 maja 1922 roku został zweryfikowany w stopniu kapitana ze starszeństwem z dniem 1 czerwca 1919 roku i 381. lokatą w korpusie oficerów artylerii, a jego oddziałem macierzystym był wówczas 24 pułk artylerii polowej w Jarosławiu.
18 lutego 1928 awansował na majora ze starszeństwem z dniem 1 stycznia 1928 i 11. lokatą w korpusie oficerów artylerii. W kwietniu 1928 został wyznaczony w 24 pap na stanowisko dowódcy III dywizjonu. W marcu 1930 został przesunięty na stanowisko kwatermistrza pułku, a w marcu 1932 przesunięty ponownie na stanowisko dowódcy dywizjonu. Na podpułkownika został awansowany ze starszeństwem z dniem 19 marca 1937 roku w korpusie oficerów artylerii. We wrześniu 1939 roku był zastępcą dowódcy Ośrodka Zapasowego Artylerii Lekkiej Nr 3.
W 1941 roku na terytorium ZSRR był organizatorem i pierwszym dowódcą 7 pułku artylerii lekkiej.
Zygmunt Kaznowski był żonaty z Marią z Klimaszewskich (1898–1983), z którą miał dwie córki: Tomirę Marię ps. „Diana” (1923–1987) i Barbarę Marię ps. „Mirosława” (1926–2007). Obie córki były żołnierzami Armii Krajowej. Tomira Maria była żoną kapitana Zygmunta Pawlusa .

## Ordery i odznaczenia
- Krzyż Niepodległości – 6 czerwca 1931 „za pracę w dziele odzyskania niepodległości[11][12]
- Krzyż Walecznych trzykrotnie[12]
- Srebrny Krzyż Zasługi – 3 sierpnia 1928 „za zasługi na polu organizacji i wyszkolenia wojska”[13][12]
- Medal Pamiątkowy za Wojnę 1918–1921
- Medal Dziesięciolecia Odzyskanej Niepodległości
- Medal Zwycięstwa